# Dino – Like Never Before
Dino – Like Never Before – muzyczny album kompilacyjny piosenkarza Deana Martina wydany w sierpniu 1967 roku przez Tower Records. Zawierał utwory nagrane między 1950 a 1954 rokiem, z charakterystycznym stylem muzyki wykonywanej przez legendarnego piosenkarza Binga Crosby'ego – dobrego przyjaciela Martina, na którym wzorował się zaczynając swoją karierę.

## Utwory
| Nr  | Tytuł                        | Długość |
| --- | ---------------------------- | ------- |
| 1.  | I Ran All the Way Home       | 2:30    |
| 2.  | What Could Be More Beautiful | 3:10    |
| 3.  | Second Chance                | 2:50    |
| 4.  | There's My Lover             | 2:58    |
| 5.  | 'Til I Find You              | 2:55    |
| 6.  | Never Before                 | 3:06    |
| 7.  | Try Again                    | 2:40    |
| 8.  | Beside You                   | 2:57    |
| 9.  | That's What I Like           | 2:37    |
| 10. | One More Time                | 2:43    |